# Phaon camerunensis
Phaon camerunensis – gatunek ważki z rodziny świteziankowatych (Calopterygidae). Występuje w Afryce Subsaharyjskiej i jest szeroko rozprzestrzeniony; stwierdzany od Sierra Leone po dorzecze Konga.